# バレットソウル -弾魂-
『バレットソウル -弾魂-』は、2011年4月7日に5pb.から発売されたXbox 360用シューティングゲーム。

## 概要
ジャンルは弾幕タイプの縦スクロールシューティングゲームで、同ジャンルでは『怒首領蜂大往生』など移植作を中心に手がけていた5pb.にとっては初となる、完全オリジナルタイトルとなった。
本タイトルでは敵弾の回避よりも攻撃を重視し、攻撃を行うことによる「敵弾の無効化」や、プレイ内容によってスコアが上昇する特殊システムなどを実装し、同ジャンル他社タイトルとの差別化が図られている。
2022年9月29日には、本作と後述の『バレットソウル -インフィニットバースト-』のNintendo Switch版がダウンロードソフトとして発売された。いずれも再アレンジ楽曲を収録している。また同日には、2作品のオムニバスソフト、サウンドトラック、およびクリエイターたちへのインタビュー本「弾幕魂本」を収録した特別パッケージ版『バレットソウル ダブルソウルパック』も発売された。

## ストーリー
強大な軍事力を持つ悪の帝国「メッチャワール帝国」は、その軍事力を駆使し、全宇宙の征服を企てていた。この物語は、その脅威に立ち向かった3人の勇者達の物語。

## ゲームシステム
プレイヤーは、3人のキャラクターの内から一人を選び、ステージを進攻して行く。ゲームモードは全5ステージを通しでプレイする通常モードと、うち1ステージを選択してプレイしハイスコアを競う「番長モード」に分かれている。自機のパワーアップは4段階(パワーアップアイテム3つでフルパワーアップ)であるが、番長モードでは最初からフルパワーアップした状態となっている。指定した1ステージをクリアした時点でゲーム終了となる。
また、ダウンロードコンテンツの適用により、2分間専用ステージをプレイしハイスコアを競う「キャラバンモード」もプレイ可能となる。
いずれのモードも、Xbox Liveによるスコアランキングに対応。
弾幕系シューティングでは、特定の敵を撃破することで画面上に出ている敵弾が一掃される、あるいは得点アイテムに変化する、というシステムが用意されることが少なくない。本作では、全ての敵機において撃破した時点で該当した敵機が発射した全ての弾が白色半透明に変化する。この状態となった敵弾は攻撃能力を失っており、接触しても霧散するのみでミスにならない。当然ながら画面外に逃がした敵機の弾は画面から消えるまでそのままとなる。このため、出来る限り出現した敵機を素早く撃破することがミスの少ないプレイにつながる。
また、高得点を狙うためのシステムとして「魂ゲージ」が用意されている。このゲージは、積極的に前方(画面上方)に出る、できるだけ敵機に接近して破壊する、等の、攻撃的と見做されるプレイを行うことで上昇し、上昇状況に応じて得点に倍率がかかるようになる(最大99倍)。敵機に接近することで自機の攻撃力も上昇するため、上記の敵弾無効化システムと合わせ、高得点を狙うためには画面上部に積極的に進み、出現した敵機を逃すことなく、かつより接近して攻撃して破壊する、というプレイが要求されることとなる。
その他、隠しキャラや特定の地上物を撃破する、複数体同時に出現する敵機を同時に破壊する、等の特定の条件で獲得することが出来るボーナスポイントが存在する。

## 登場人物
ゼンイチ
声：星野貴紀
好戦的な性格をした青年。異名は「不倶戴天」。育ての親である宇宙海賊をメッチャワールに殺害され、その復讐のためにメッチャワール帝国攻略に赴いた。
搭乗機は「レッドホットスカル」。火炎のようなショットと貫通性能のあるミサイルを装備しており、移動速度が速いが、初期機体3機中で唯一ロックオン能力を持っていない。
カンスト
ゼンイチのパートナーを務める火器管制ロボット。ゼンイチの教育係でもある。
ユン
声：長谷川明子
銀河ポリスに所属する婦警。異名は「天馬行空」。普段から問題行動が多く、その厄介払いとしてメッチャワール帝国攻略任務を押し付けられる。
搭乗機は「FA-98 スティンガー」。雷のようなビーム砲を装備しており、敵機をなぎ払うような攻撃が可能。また、ロックオンビームも装備しているが、攻撃力がやや低い。
ぱっくん
ユンのパートナーを務めるエイリアン。通称「エイぱ」。
サダハール
声：石井康嗣
宇宙に平穏をもたらすべく領土を広げる英雄王。異名は「王道楽土」。侵略によって勢力拡大を行うメッチャワール帝国に対抗するために自ら攻略に赴く。
搭乗機は「タートル10000」。デフォルメされた槍のような形状をした大型のミサイルを装備している他、巨大なドリルによる接近戦が可能。移動力は低いが、攻撃力が高い。また、支援機「ナヴォナ」によるロックオン性能も持っている。
アイ、マイ、ミイ、マイン
サダハールに仕えるメイド達。支援機ナヴォナのパイロット。
ループ
声：浅倉杏美
メッチャワール帝国によって消滅した、地球で開発された少女型アンドロイド。異名は「勇往邁進」。最後のプログラムに従い、メッチャワール攻略戦を続けている。
搭乗機は「ピースオブケーク」。本体から一直線に発射されるビーム砲を主武装とする他、手のような形をした支援機からの多方向ショットによって攻撃を行う。また、近接攻撃能力として、この支援機の体当たりによる「パンチ」が可能。ロックオン能力は持っていないが、その分攻撃力は高い。
ダウンロードコンテンツ「バージョンB」にて使用可能となるキャラクターである。

## 主題歌
「蒼凛のペンデュラム」
作詞 - 志倉千代丸 / 作曲・編曲 - RESONATOR（伊藤賢治、高橋コウタ）/ 歌 - 長谷川明子

## バレットソウル -インフィニットバースト-
『バレットソウル -インフィニットバースト-』は2014年5月29日に発売された。バーストモードなどを追加している。